# Baker (Montana)
Baker város az USA Montana államában, Fallon megyében, melynek megyeszékhelye is. Lakosainak száma 1802 fő (2020. április 1.).

## Népesség
A település népességének változása:

| 2010 | 1 741 |
| 2020 | 1 802 |